# Oratorio di Sant'Anna in Sant'Onofrio
L'oratorio di Sant'Anna in Sant'Onofrio è una piccola chiesa di Siena, situata in via dei Montanini.

## Storia e descrizione

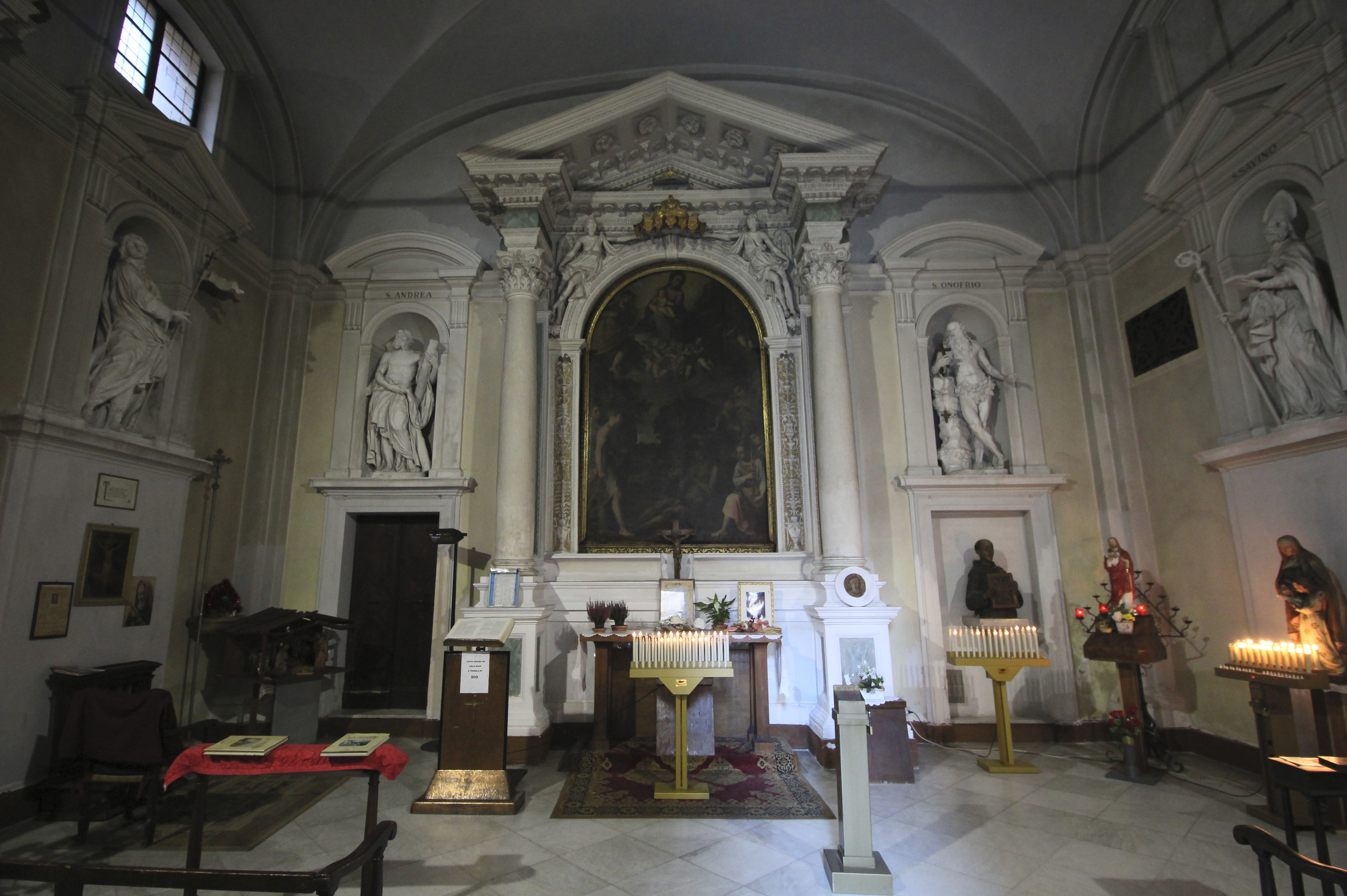
L'interno

L'oratorio, appartenuto ad una confraternita dedicata all'omonimo santo eremita, è situato entro un'ala del settecentesco palazzo Barabesi-Foschini. Costruito nel 1348, si presenta come un semplice vano tardobarocco a causa di un rifacimento attuato nel XVIII secolo.
All'interno sono conservati: la Morte di sant'Onofrio di Sebastiano Folli, sei statue di Giuseppe Silini nelle nicchie (i Santi Onofrio, Andrea, Vittore, Ansano, Savino, Crescenzio) ed il busto di San Bernardino in terracotta policromata della seconda metà del Quattrocento, originariamente ubicato all'esterno dell'edificio, a memoria della prima predica cittadina del frate, avvenuta nel luogo ancora oggi detto via del Sasso di San Bernardino.